# Взятие Антипатреи
Взятие Антипатреи — битва времён второй македонской войны в 200 году до нашей эры. Завершилась взятием города римскими войсками под командованием легата Луция Апустиса.
После взятия Абидоса в ходе Критской войны, македонский царь Филипп V получил извещение об объявлении ему войны Римской Республикой. Войска в составе двух легионов, под командованием консула Сульпиция Гальбы, высадились в Аполонии Иллирийской. Из-за болезни, консул послал своего легата Луция Апустиса с войсками в северо-западные владения Филиппа.
После занятия нескольких населённых пунктов, Луций подошёл под стены хорошо укреплённого города Антипатрея (сейчас Берат в Албании), около 50 километров восточнее Аполлонии. Легат предложил защитникам города сдаться, но они отвергли эти предложения. Римские войска пошли на штурм города, легко смяв немногочисленный македонский гарнизон и умертвив всех защитников крепости. После занятия города все взрослые жители мужского пола были умерщвлены, город сожжён, а стены разрушены.
После взятия Антипатреи римляне без боя взяли также соседний Кодрион, а затем нагруженные трофеями отправились обратно в Аполлонию. Во время марша на них напали македонские части Афиногора. Римляне с трудом отбили нападение и вернулись в свой лагерь.